# Bäckebols distrikt
Bäckebols distrikt är ett distrikt i Göteborgs kommun och Västra Götalands län. 
Distriktet ligger i norra Göteborg på Hisingen.

## Tidigare administrativ tillhörighet
Distriktet inrättades 2016 och utgör av en del av det område som före 1971 utgjorde Göteborgs stad i en del av det som före 1948 utgjorde Backa socken.
Området motsvarar den omfattning Bäckebols församling hade vid årsskiftet 1999/2000 och som den fick 1995 efter utbrytning ur Backa församling.